# Red Lodge, Montana
Red Lodge är administrativ huvudort i Carbon County i Montana. Orten har fått sitt namn efter de lokala indianernas hyddor av röd lera.